# Sefarditi
I sefarditi (dall'ebraico: ספרד - Sefarad, "Spagna") sono gli ebrei che abitavano la penisola iberica fino al XV secolo e i loro discendenti. In seguito al decreto dell'Alhambra pronunciato dai re cattolici di Spagna i sefarditi si convertirono in maggioranza al cattolicesimo, mentre i rimanenti emigrarono in massa verso il resto d'Europa, il Maghreb e i territori dell'Impero ottomano. Gli esuli diffusero le proprie tradizioni liturgiche tra le comunità ebraiche indigene tra le quali si integrarono.

## Etimologia
Il termine si originò durante il dominio musulmano di al-Andalus. Nel Tanakh e nel libro di Abdia (Haftarah di Vayishlach) si trovano il termine Sepharad per indicare una non meglio identificata città del Vicino Oriente. Tale luogo è tuttora dibattuto e "Sefaràd" fu identificata successivamente dagli ebrei come la penisola iberica e ancora significa "Spagna" o spagnolo in ebraico moderno.

## Storia
Quella ebraica spagnola fu una comunità molto prospera e – dopo la dura parentesi visigotica – essa poté operare fruttuosamente per numerosi secoli grazie alle sostanzialmente favorevoli condizioni di vita garantite dai musulmani che conquistarono il paese iberico ai primi dell'VIII secolo. Fu tale l'intesa fra ebrei e musulmani in al-Andalus che i cristiani videro complicità in tale comportamento e spesso accusarono gli ebrei di aver favorito la conquista islamica per odio nei confronti dei loro persecutori visigoti.
Dopo la Reconquista iberica, conclusasi nel 1492, gli ebrei vennero espulsi dai Cattolicissimi Reali Isabella di Castiglia e Ferdinando II d'Aragona dal neonato stato spagnolo e dai territori a esso soggetti (quale la Sicilia). Questi quindi fuggirono in Italia, nei Balcani e in tutto il bacino del Mediterraneo, accolti dalle comunità ebraiche ivi già residenti (in particolare in Algeria, in Marocco e nell'Impero ottomano) grazie alla politica tollerante attuata dai governanti musulmani. 

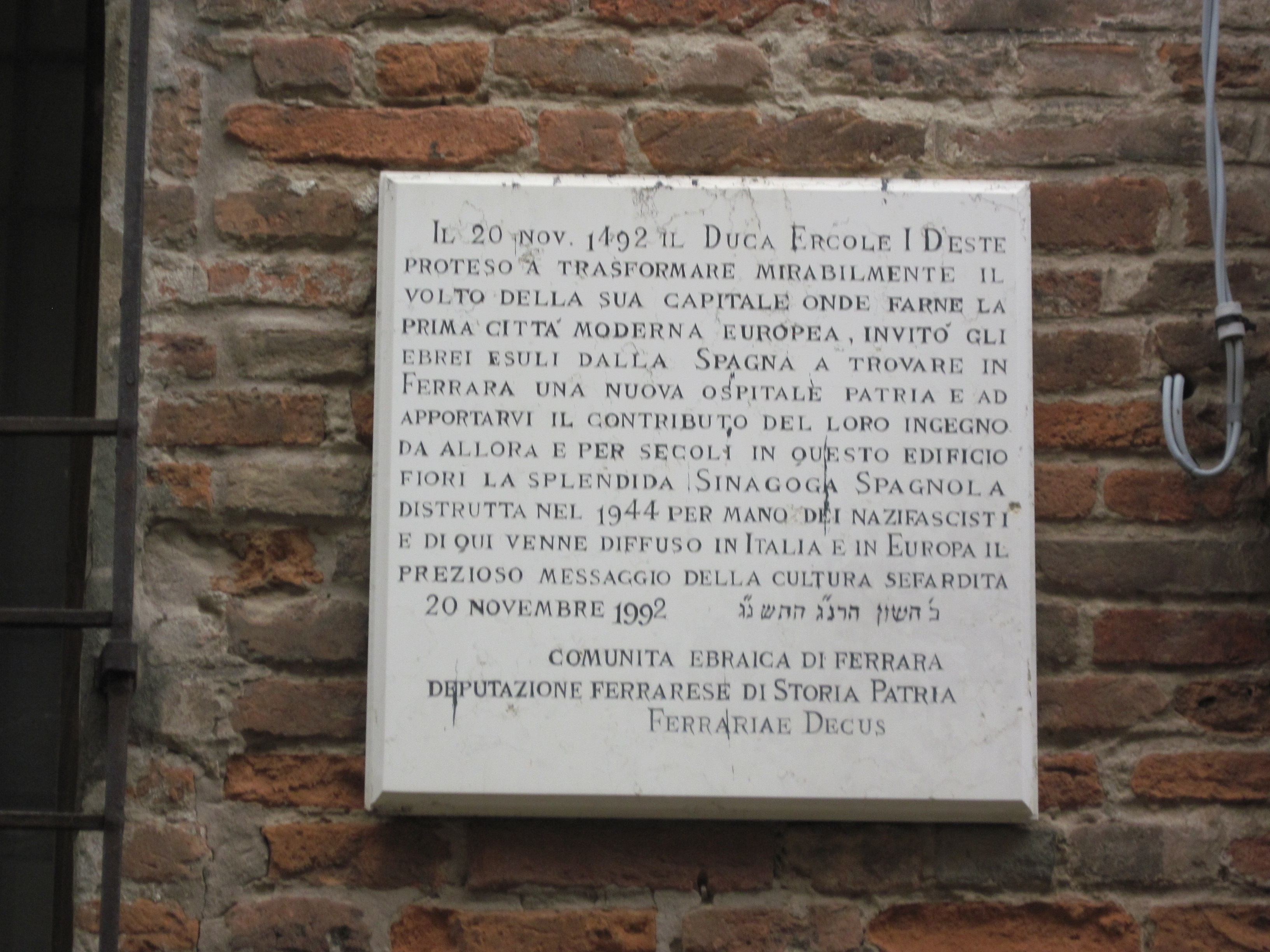
Epigrafe posta in via Vittoria, a Ferrara per ricordare l'accoglienza offerta agli ebrei sefarditi da parte del Duca Ercole I d'Este nel 1492

Molti sefarditi furono accolti a Modena e a Ferrara dal duca Ercole I d'Este e un'epigrafe posta in via Vittoria, all'interno dell'antico ghetto di Ferrara, ricorda l'accoglienza allora offerta agli ebrei da parte degli Este nel 1492. Il Decreto dell'Alhambra che sancì l'espulsione degli ebrei nel 1492 rimase in vigore sino alla seconda metà del XIX secolo, quando venne infine annullato, nel 1858, durante il regno di Isabella II di Spagna.
Alcuni hanno fatto notare che i rabbini lanciarono un grave cherem alla Spagna, un anatema, secondo il quale dopo quattro secoli una terribile minaccia fratricida sarebbe gravata sugli spagnoli, e che dopo circa quattro secoli (in realtà 450 anni) la guerra civile spagnola con la dittatura franchista avrebbe rappresentato la realizzazione di tale maledizione.

## Lingua

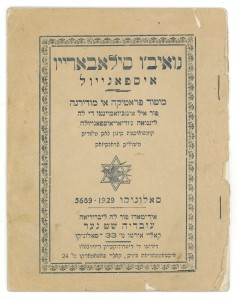
Frontespizio di sillabario ladino-spagnolo, Salonicco 1929

Durante i secoli conservarono una varietà del castigliano chiamato giudeo-spagnolo, che si sviluppò in modo isolato rispetto allo spagnolo della Spagna e dell'America.
In origine, gli ebrei espulsi dalla penisola iberica parlavano la lingua dei rispettivi regni (giudeo-portoghese, gli ebrei della Corona portoghese; giudeo-spagnolo, i sefarditi della Corona castigliana; giudeo-catalano, i katalaní, della Corona d'Aragona), e avevano tradizioni liturgiche distinte. In esilio, dato il maggior peso demografico dei sefarditi castigliani, gli ebreo-portoghesi e i catalani, nel corso dei secoli, finiscono per diluirsi in questa comunità.
La lingua tradizionale più tipica dei sefarditi è il giudeo-spagnolo, chiamato anche judezmo o ladino. Si tratta di una lingua romanza derivata principalmente dall'antico castigliano (spagnolo), con molti prestiti dall'ottomano, e in misura minore dal greco, arabo, ebraico e francese. Fino a poco tempo fa, due diversi dialetti del giudeo-spagnolo erano parlati nella regione mediterranea: il giudeo-spagnolo orientale (in diverse varianti regionali distintive) quello occidentale o nordafricano (conosciuto anche come Ḥakitía), una volta parlato, con poca distinzione regionale, in sei città del Marocco settentrionale e, a causa della successiva emigrazione, anche a Ceuta e Melilla, Gibilterra e a Orano. Il dialetto sefardita orientale è caratterizzato da un suo maggiore conservatorismo, la ritenzione di numerose caratteristiche di spagnolo antico in fonologia, morfologia e lessico, e i suoi numerosi debiti verso il turco e, in misura minore, anche verso il greco e lo slavo meridionali. Entrambi i dialetti hanno (o hanno avuto) numerosi debiti verso l'ebraico, soprattutto in riferimento alle questioni religiose, ma il numero di "ebraismi" nel linguaggio o nella scrittura di tutti i giorni non è in alcun modo paragonabile a quello che si trova nello yiddish.
D'altra parte anche il dialetto sefardita nordafricano era, fino agli inizi del XX secolo, altamente conservatore; le sue abbondanti parole colloquiali prese in prestito dall'arabo conservavano la maggior parte dei fonemi arabi come componenti funzionali di un nuovo, arricchito sistema fonologico ispano-semita. Durante l'occupazione coloniale spagnola del Marocco settentrionale (1912-1956), lo Ḥakitía era sottoposto a una pervasiva, massiccia influenza dello spagnolo moderno tipico e la maggior parte degli ebrei marocchini ormai parlano una forma colloquiale andalusa di spagnolo, con solo un occasionale uso del vecchio linguaggio come segno di solidarietà di gruppo, un po' come gli ebrei americani che oggigiorno utilizzano un occasionale yiddishismo nel linguaggio colloquiale. Fatta eccezione per alcuni individui più giovani, che continuano a praticare Ḥakitía come una questione di orgoglio culturale, questo dialetto, probabilmente il più arabizzato delle lingue romanze a parte il mozarabico, ha sostanzialmente cessato di esistere. Per contro, al giudeo-spagnolo orientale è andata un po' meglio, soprattutto in Israele, dove i giornali, le trasmissioni radiofoniche, la scuola elementare e i programmi universitari si sforzano di mantenere viva la lingua. Tuttavia le vecchie varianti regionali (cioè, ad esempio quella parlate in Bosnia, Macedonia del Nord, Bulgaria, Romania, Grecia, Turchia e Italia) sono già estinte o a rischio di estinzione. Solo il tempo giudicherà se la koiné giudeo-spagnola, che si sta adesso evolvendo in Israele – simile a quello che si sviluppò tra gli immigrati sefarditi negli Stati Uniti all'inizio del XX secolo – prevarrà e sopravviverà nella prossima generazione.
Il giudeo-portoghese veniva usato dai sefarditi, specialmente tra gli ebrei spagnoli e portoghesi dell'Europa occidentale. Creoli basati sul portoghese parlati tra gli schiavi e dai loro padroni sefarditi influenzarono lo sviluppo del papiamento e delle lingue creole del Suriname.
Altre lingue romanze con forme ebraiche, storicamente parlate dai sefarditi, includono il giudeo-aragonese e giudeo-catalano (o catalánico). La comunità di Gibilterra ha avuto la forte influenza del dialetto gibilterrino llanito che ha contribuito molte parole a questo patois anglo-spagnolo.
Altre lingue associate agli ebrei sefarditi sono per lo più estinte, già parlate da alcune comunità sefardite in Italia. Il giudeo-arabo (e i suoi dialetti) è stata una lingua vernacolare molto usata dai sefarditi che si stabilirono nei regni nordafricani e nelle parti di lingua araba dell'Impero ottomano. Anche la lingua basso-tedesca (Bassa Sassonia), precedentemente utilizzata come lingua vernacolare dai sefarditi intorno Amburgo e Altona nel nord della Germania, non è più in uso come vernacolo ebraico.
In tutta la Diaspora ebraica, i sefarditi sono stati una popolazione poliglotta, spesso imparando o scambiando parole con la lingua della popolazione ospitante, più comunemente l'arabo, il greco, il turco, l'olandese o l'italiano e si integrarono facilmente nelle società che li ospitava. Negli ultimi secoli, e più particolarmente nel XIX secolo e XX secolo, due lingue sono diventate dominanti nella diaspora sefardita: il francese, introdotto dalla Alliance Israélite Universelle, e l'ebraico da parte dello Stato di Israele.

## Liturgia

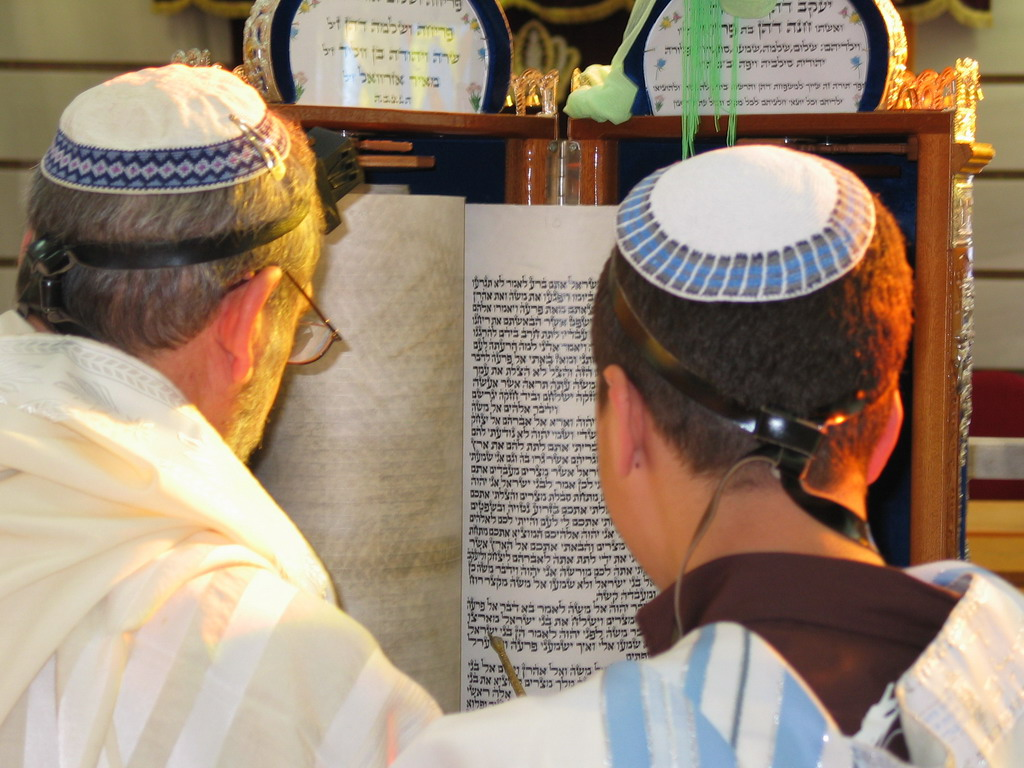
Lettura della Torah secondo la tradizione sefardita

Il termine Nusakh Sepharad non si riferisce alla liturgia che si recita di solito tra i sefarditi, ma a una liturgia europea alternativa che è utilizzata da molti chassidim. Tradizionalmente, i sefarditi utilizzano la Nusakh Eidot Hamizrach per pregare (liturgia delle congregazioni "d'Oriente") anch'essa conosciuta col nome, per maggior confusione, Nusakh Sefardi.

### Origini
Agli inizi, si stabilì una distinzione tra il rituale babilonese e quello usato in Palestina, poiché questi erano i due centri principali di autorità religiosa: non esiste un testo completo del rito palestinese, sebbene alcuni frammenti siano stati rinvenuti nella Geniza del Cairo.
Alcuni studiosi affermano che gli ebrei aschenaziti siano gli eredi delle tradizioni religiose delle grandi accademie talmudiche babilonesi e che gli ebrei sefarditi siano i discendenti di coloro che originariamente seguirono le tradizioni giudee e galilee. Altri, come il rabbino tedesco Leopold Zunz (Yom Tov Lipmann Tzuntz) (1794–1886), sostengono l'esatto opposto. Per considerare la questione in maniera imparziale, si deve enfatizzare che le liturgie ebraiche osservate oggi nel mondo sono sostanzialmente "babilonesi", con un esiguo numero di tradizioni palestinesi sopravvissute al processo di standardizzazione: nell'elenco di differenze conservate dai tempi dei Geonim, la maggior parte delle tradizioni identificate come palestinesi sono ora obsolete. Entro il XII secolo, quale risultato degli sforzi dei leader babilonesi come il Gaon Yehudai e Pirqoi ben Baboi, le comunità della Palestina e quelle della Diaspora ebraica (vedi per es. quella di Qayrawan) che storicamente seguivano gli usi palestinesi, avevano adottato le regolamentazioni babilonesi in quasi tutti i rispetti e l'autorità babilonesi veniva riconosciuta da tutti gli ebrei del mondo arabo.
I primi tentativi di standardizzare la liturgia che sono stati conservati comprendono, in ordine cronologico, quelli di Rav Amram Gaon, Saadya Gaon, Shelomoh Ben Natan di Sigilmassa (in Marocco) e Maimonide. Tutti questi si basavano sulle sentenze legali dei Geonim, ma mostrano un'evoluzione riconoscibile verso il testo sefardita corrente. La liturgia in uso nella Spagna visigota sembra essere appartenuta a una famiglia europea di influenza palestinese, insieme con il rito italiano e quello provenzale e, risalendo più indietro, i riti francese antico e aschenazita, ma poiché non sopravvivono materiali liturgici di epoca visigota, non lo si sa con certezza. Da riferimenti a trattati successivi, come il Sefer ha-Manhig del rabbino Abraham ben Nathan ha-Yarḥi (1204 ca.), pare che anche a quel tempo il rito spagnolo conservasse alcune peculiarità europee che da allora sono state eliminate al fine di conformarsi alle regolamentazioni dei Geonim e dei testi ufficiali basati su di essi (viceversa le versioni superstiti di quei testi, in particolare quello di Amram Gaon, sembrano essere stati modificati per riflettere alcuni usi locali spagnoli e altri). L'attuale liturgia sefardita dovrebbe pertanto essere considerata come il prodotto di una convergenza progressiva tra il rito locale originale e il ramo nordafricano della famiglia arabo-babilonese, come prevalente in tempi geonici in Egitto e in Marocco. Dopo la "Reconquista", la liturgia specificamente spagnola fu commentata da David Abudirham (1340 ca.), che si preoccupava di assicurare la conformità delle sentenze della Halakhah (Legge ebraica). Nonostante questa convergenza, vi erano distinzioni tra le liturgie delle diverse parti della penisola iberica: per esempio i riti di Lisbona e quelli catalani erano un po' diversi dal rito castigliano, che costituiva la base della successiva tradizione sefardita. Il rito catalano era di carattere intermedio tra il rito castigliano e quello di provenzale: lo studioso anglo-rumeno Moses Gaster (1856–1939) classificò i riti di Oran e di Tunisi in questo gruppo.

### Dopo l'espulsione
Dopo l'espulsione dalla Spagna, i sefarditi si portarono la propria liturgia appresso nelle varie nazioni del mondo arabo e ottomano dove emigrarono, assumendo presto posizioni di guida come rabbini e capi comunitari. Formarono le loro comunità, spesso mantenendo le differenze basate sui loro luoghi di origine nella penisola iberica. A Salonicco, per esempio, ci furono più di venti sinagoghe, ciascuna con il rito di una località diversa in Spagna o in Portogallo (come anche una romaniota e una aschenazita).
In un processo che durò dal XVI al XIX secolo, le comunità ebraiche native di molti paesi arabi e ottomani adattarono le loro liturgie preesistenti, molte delle quali avevano già una somiglianza con quella sefardita, a seguire il rito spagnolo in quanti più aspetti possibile. Alcune delle ragioni sono:
1. Gli esuli spagnoli erano considerati un'élite e sostituirono molti dei principali rabbini nei paesi in cui si stabilirono, in modo che il rito spagnolo tendeva a essere favorito rispetto a qualsiasi rito nativo precedente;
2. L'invenzione della stampa fece sì che i Siddurim venissero stampati in massa, di solito in Italia, in modo che le congregazioni che volevano dei libri in generale, dovevano optare per un testo standard "sefardita" o "aschkenazita": questo portava alla obsolescenza di molti riti storici locali, come il rito provenzale;
3. Lo Shulchan Aruch di Yosef Caro presuppone un "rito castigliano" in ogni punto, cosicché quella versione del rito spagnolo ebbe il privilegio di essere "secondo l'opinione di Maran";[14]
4. L'Hakham Bashi di Costantinopoli era il capo istituzionale degli ebrei dell'Impero ottomano, che incoraggiava ulteriormente l'uniformità. I nordafricani in particolare erano influenzati dai modelli greci e turchi della pratica e dal comportamento ebraici: per questa ragione molti di loro tuttora pregano secondo il rito noto come "minhag Ḥida" (la tradizione di Chaim Joseph David Azulai).
5. L'influenza della Cabala lurianica - cfr. sezione seguente.

### Cabala lurianica
Il motivo teologico di armonizzazione più importante furono gli insegnamenti cabalistici di Isaac Luria e di Hayim Vital. Luria stesso aveva sempre sostenuto che era dovere di ogni ebreo onorare la propria tradizione ancestrale, in modo che le rispettive preghiere raggiungessero la porta del Cielo adatta alla propria identità tribale. Tuttavia, egli mise a punto un sistema di usi per i suoi seguaci, che furono registrati da Vital nel suo Sha'ar ha-Kavvanot in forma di commenti sull'edizione di Venezia del libro di preghiere spagnolo e portoghese. La teoria che poi si formò afferma che questo rito sefardita composito fosse di particolare potenza spirituale e raggiungesse una "tredicesima porta" del Cielo per coloro che non conoscevano la propria tribù: la preghiera in questa forma poteva quindi essere offerta in completa fiducia da tutti.
Ulteriori abbellimenti cabalistici furono registrati nelle opere rabbiniche posteriori, come la Ḥemdat Yamim del XVIII secolo (anonima, ma a volte attribuita a Nathan di Gaza). La versione più elaborata di queste è contenuta nel Siddur pubblicato dal cabalista yemenita del XVIII secolo Shalom Sharabi per l'uso della Sinagoga Beit El a Gerusalemme: questo contiene solo poche righe di testo in ogni pagina, mentre il resto è pieno di meditazioni intricate sulle combinazioni di lettere nelle preghiere. Altri studiosi ebbero a commentare la liturgia sia da un punto di vita halakhico che da quello cabalistico, tra i quali Chaim Joseph David Azulai e Hayim Palaggi.
L'influenza del rito lurianico-sefardita si estese anche ai paesi al di fuori della sfera di influenza ottomana, come l'Iran, dove non c'erano esuli spagnoli. (Il rito iraniano precedente si basava sul Siddur di Saadya Gaon) Le principali eccezioni a questa tendenza furono:
- Gli ebrei yemeniti, dove un gruppo conservatore chiamato "Baladi", manteneva la propria tradizione ancestrale fondata sulle opere di Maimonide (e quindi non si considerano affatto sefarditi)
- Gli ebrei spagnoli e portoghesi dei paesi occidentali, che adottarono un certo numero di usi cabalistici frammentari nel XVII secolo, ma in seguito li abbandonarono, perché si ritenne che la Cabala luriana avesse contribuito al disastro dell'eretico Sabbatai Zevi.

Ci furono anche gruppi cabalistici del mondo ashkenazita che adottarono il rituale lurianico-sefardita, con la teoria della 13ª porta di cui sopra. Questo spiega il "Nusach sefardita" e il "Nusach Ari" in uso tra i chassidim, che si basa sul testo lurianico-sefardita con alcune variazioni ashkenazite.

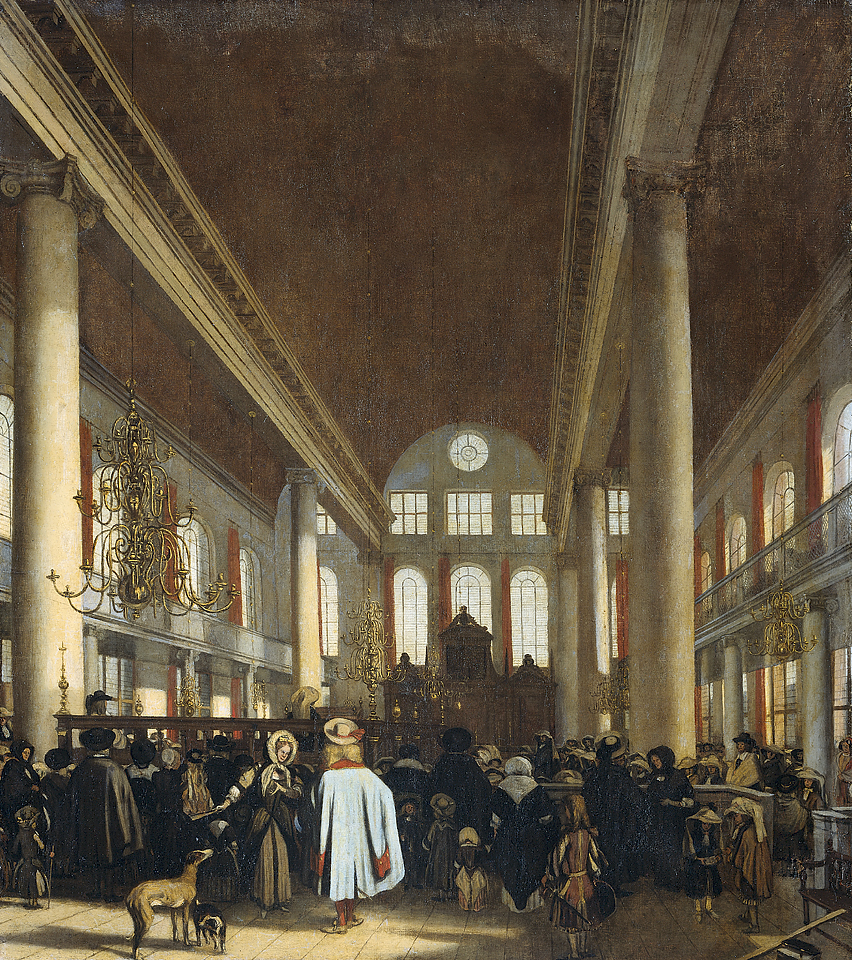
Interno di sinagoga sefardita portoghese ad Amsterdam (dipinto di Emanuel de Witte, 1680 ca.)

### XIX secolo
Dagli anni 1840 in poi una serie di libri di preghiere fu pubblicata a Livorno, tra cui Tefillat ha-Ḥodesh, Bet Obed e Zechor le-Abraham. Questi includevano le note sulla prassi e le integrazioni cabalistiche alle preghiere, ma non le meditazioni di Shalom Sharabi, poiché i libri erano stati progettati per uso congregazionale pubblico. Diventarono rapidamente di serie in quasi tutte le comunità sefardite ed orientali, con eventuali variazioni locali conservate solo per tradizione orale. Nel tardo XIX secolo e all'inizio del XX, ulteriori libri di preghiera sefarditi furono pubblicati a Vienna in gran numero, rivolti soprattutto alle comunità giudeo-spagnole dei Balcani, Grecia e Turchia, e quindi avevano rubriche in ladino, ma avevano anche una più ampia distribuzione.
Un'importante influenza sulla preghiera e tradizione sefardite fu il rabbino del tardo XIX secolo noto come il Ben Ish Chai di Baghdad, la cui opera di quel nome conteneva sia le sentenze halakhiche che le osservazioni sulle tradizioni cabalistiche basate sulla corrispondenza con Eliyahu Mani della Sinagoga Beit El. Tali sentenze e osservazioni formano la base del rito Baghdadi: sia il testo delle preghiere che gli accompagnamenti differiscono in alcuni aspetti da quelli delle edizioni livornesi. Le regolamentazioni Ben Ish Chai sono state accettati in diverse altre comunità sefardite e orientali, come quella di Gerba.

### Tempi moderni
Nel mondo sefardita di oggi, in particolare in Israele, esistono molti libri di preghiere popolari contenenti questo rito Baghdadi, attualmente conosciuto come Minhag Edot ha-ha-Mizraḥ (l'usanza delle Congregazioni orientali). Altre autorità, soprattutto anziani rabbini provenienti dal Nord Africa, li rifiutano in favore di un testo sefardita orientale più conservatore come si trova nelle edizioni livornesi del XIX secolo, e i riti yemeniti Shami e siriani appartengono a questo gruppo. Altri ancora, seguendo i dettami del già Rabbino Capo Ovadia Yosef, preferiscono una forma libera da alcune delle aggiunte cabalistiche e più vicina a quella che sarebbe stato preferita da Rabbi Joseph Caro, e cercano di stabilirla come il rito standard "sefardita israeliano" per l'utilizzo da parte di tutte le comunità.
La liturgia degli ebrei spagnoli e portoghesi differisce da tutti questi (più di quanto differiscano i gruppi orientali tra di loro), in quanto rappresenta una forma più antica del testo, ha molte meno aggiunte cabalistiche e riflette l'influenza degli ebrei italiani. Le differenze tra tutti questi gruppi, tuttavia, esistono a livello di formulazione dettagliata: ad esempio, l'inserimento o l'omissione di alcuni passaggi aggiuntivi – strutturalmente, tutti i riti sefarditi sono molto simili.

## Rapporti con altri gruppi ebraici
Con l'espulsione in massa dei sefarditi dalla penisola iberica, sorse il problema dell'accoglienza da parte dei fratelli correligionari e del confronto tra le varie realtà ebraiche.
Joseph Roth, con la sferzante ironia che gli è propria, asserisce che, seppure può esser capitato che un sefardita abbia sposato un'aschenazita, mai e poi mai si vedrà un sefardita a fianco di un ebreo dell'Europa orientale.

Questo a significare quanto le differenze tra questi gruppi siano alquanto marcate.
Così non fu invece nei riguardi dei mizrahì vicino-orientali, assai prossimi sotto il profilo culturale. Per tale motivo sefarditi e mizrachi sono stati a lungo confusi. Ancora adesso, la parola sefardí indica anche gli ebrei dei paesi del Vicino Oriente, in particolare Yemen, Iraq e Iran.
In Grecia gli ospiti furono i romanioti, di più antiche tradizioni. Ma l'orgoglio sefardita portò gran parte dei primi a fondersi con i sopravvenuti, che, da parte loro, svilupparono la lingua greco-ebraica detta ievanico.

## Lista di rinomati rabbini sefarditi
1-Zugot
2-Tannaim
3-Amoraim
4-Savoraim
5-Gaonim
6-Rishonim
7-Acharonim
"Proto-Sephardim"
(Geonim/Rishonim dal Vicino Orientefo Nord Africa accettati come autorità dai sefarditi)
- Saadia Gaon
- Amram Gaon
- Ḥananel ben Ḥushiel
- Nissim Gaon

Spagna islamica
- Isaac Alfasi
- Joseph ibn Migash
- Judah al-Bargeloni
- Solomon ibn Gabirol
- Abraham ibn ‛Ezra
- Moses ibn Ezra
- Judah ha-Levi
- Samuel ibn Naghrela
- Bahya ibn Paquda
- Maimonide

Spagna cristiana
- Nahmanide
- Solomon ben Adret
- Yom Tob of Seville (il Ritba)
- Nissim di Gerona
- Asher ben Jehiel (Aschenazita di nascita, divenne Rabbino Capo di Toledo)
- Jacob ben Asher
- Moses de León
- David Abudirham
- Isaac Campanton
- Isaac Aboab I
- Isaac Aboab di Castiglia

Dopo l'espulsione
- Yehuda Vivas
- David ben Solomon ibn Abi Zimra
- Jacob Berab
- Levi ibn Ḥabib
- Joseph Caro
- Bezalel Ashkenazi
- Moses ben Jacob Cordovero
- Hayim Vital
- Moses Alshech
- Solomon Nissim Algazi
- Yaakov Culi
- Hayim Palaggi

Rabbini sefarditi recenti
- Yosef Hayyim
- Elia Benamozegh
- Shem Tob Gaguine
- Solomon Gaon
- David de Sola Pool
- Obadiah Yosef
- Mordechai Eliyahu
- Shlomo Amar

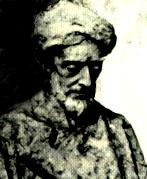
Statua di Solomon ibn Gabirol
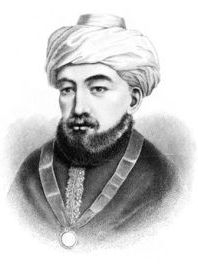
Maimonide, medico, filosofo, talmudista
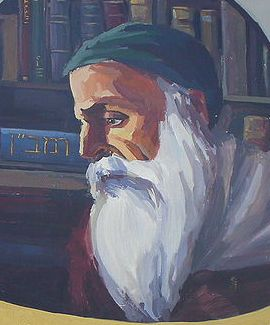
Nahmanide, medico e cabalista
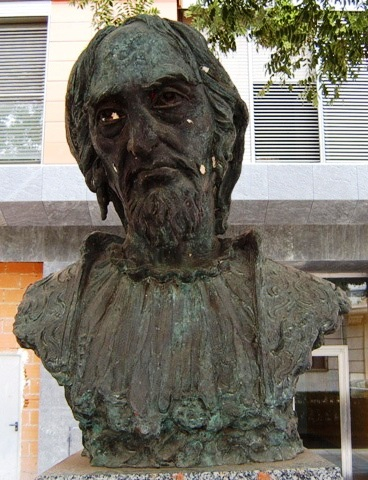
Busto di Moses de León
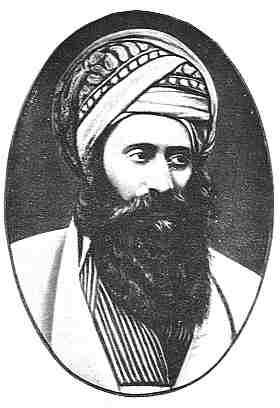
Yosef Hayyim di Baghdad, autore di Ben Ish Hai
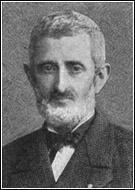
Elia Benamozegh di Livorno
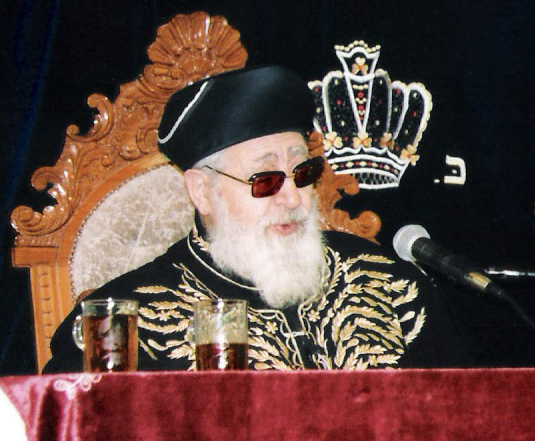
Ovadia Yosef, già Rabbino Capo d'Israele e grande autorità halakhica